# Les Torres (Sant Pere de Ribes)
Les Torres és un veïnat d'origen medieval de Sant Pere de Ribes que es troba al sud-est del municipi, a uns 2 km del centre de Sant Pere de Ribes i a tocar de la urbanització de Vallpineda.
Aquest nucli de població s'ha intentat identificar amb l'antiga quadra de Vila-roja o de Vila-rúbia, ja documentada el 1258. Amb l'augment de població dels segles xvi i xvii les Torres experimentà un gran creixement. Destaquen les masies d'origen medieval de les Barones, can Roig de les Torres, can Vaquero i la modernista de Can Miret de les Torres, entre d'altres.
La seva població era de 68 habitants el 1960, 56 el 1970 i 51 el 2014.